# Vollaria
Vollaria (in sloveno Volarje) è un paese di 239 abitanti della Slovenia occidentale, nella municipalità di Tolmino, situato nell'alta valle del fiume Isonzo. In epoca asburgica fu comune autonomo; all'epoca della costituzione del comune catastale di Vollaria, esso comprendeva anche il vicino insediamento di Selische (Selišče). In seguito, ancora in epoca asburgica, esso fu aggregato dapprima al comune di Libussina (Libušnje), e poi a quello di Tolmino.
All'ingresso del paese è presente la chiesa dedicata a San Brizio di Tours (Sveti Bric) ed appartiene alla parrocchia di Tolmino.

## Geografia fisica
Vollaria è situata sulla sponda sinistra del fiume Isonzo, alle pendici meridionali del monte Merzli, a 6 km a nord-ovest da Tolmino.